# ریچارد فردریک وینسنت، بارون وینسنت کولشیل
ریچارد فردریک وینسنت، بارون وینسنت کولشیل (انگلیسی: Richard Vincent, Baron Vincent of Coleshill; ۲۳ اوت ۱۹۳۱ – ۸ سپتامبر ۲۰۱۸) فرد نظامی اهل بریتانیا بود. وی همچنین برندهٔ جوایزی همچون نشان امپراتوری بریتانیا و نشان حمام شده‌است.